# Elymus thoroldianus
Elymus thoroldianus là một loài thực vật có hoa trong họ Hòa thảo. Loài này được (Oliv.) G.Singh mô tả khoa học đầu tiên năm 1983.